# Red Roses for Me
Red Roses for Me è il primo album dei Pogues uscito nell'ottobre del 1984 per l'Etichetta discografica Warner Music Group.

## Il disco
I brani di musica irlandese tradizionale, eseguiti con scalmanato spirito punk, lo rendono un disco del tutto originale per l'epoca. Il titolo è ripreso da un'opera di Sean O'Casey.

## Tracce
1. Transmetropolitan (MacGowan)
2. The Battle of Brisbane (MacGowan)
3. The Auld Triangle (Brendan Behan)
4. Waxie's Dargle (Traditional)
5. Boys from the County Hell" (MacGowan)
6. Sea Shanty (MacGowan)
7. Dark Streets of London (MacGowan)
8. Whiskey You're the Devil (Traditional)
9. Streams of Whiskey (MacGowan)
10. Poor Paddy (Traditional)
11. Dingle Regatta (Traditional)
12. Greenland Whale Fisheries (Traditional)
13. Down in the Ground Where the Dead Men Go (MacGowan)
14. Kitty (Traditional)

### Tracce bonus
nel 2004 è stata pubblicata una versione rimasterizzata ed ampliata con 6 tracce bonus
1. The Leaving Of Liverpool (Traditional)
2. Muirshin Durkin (Traditional)
3. Repeal Of The Licensing Laws (Stacey)
4. And The Band Played Waltzing Matilda (Eric Bogle)
5. Whiskey You're The Devil (Traditional)
6. The Wild Rover (Traditional)

## Formazione
- Shane MacGowan - voce
- Jem Finer - banjo
- Spider Stacy - flauto irlandese
- James Fearnley - fisarmonica
- Cait O'Riordan - basso
- Andrew Ranken - batteria